# Come Along Now
Come Along Now är Despina Vandis senaste album där flera av hennes största grekiska hitlåtar har blivit översatta till engelska. Albumet kom ut år 2005.

## Låtlista
1. Gia (UK Radio Edit)
2. Come Along Now (Engelska)
3. I Believe It (Olo Lipeis)
4. Anavies Foties
5. Thelo Na Se Do
6. Opa Opa (Milk & Sugar Radio Mix)
7. C'est La Vie (Simera)
8. Ola Odigoun Se Esena
9. Lathos Anthropos
10. Ela
11. Deste Mou Ta Matia
12. Thimisou